# Uribe (Biscaye)
Pour les articles homonymes, voir Uribe.
Uribe est une comarque dans la province de Biscaye, dans la Communauté autonome basque en Espagne.

## Communes

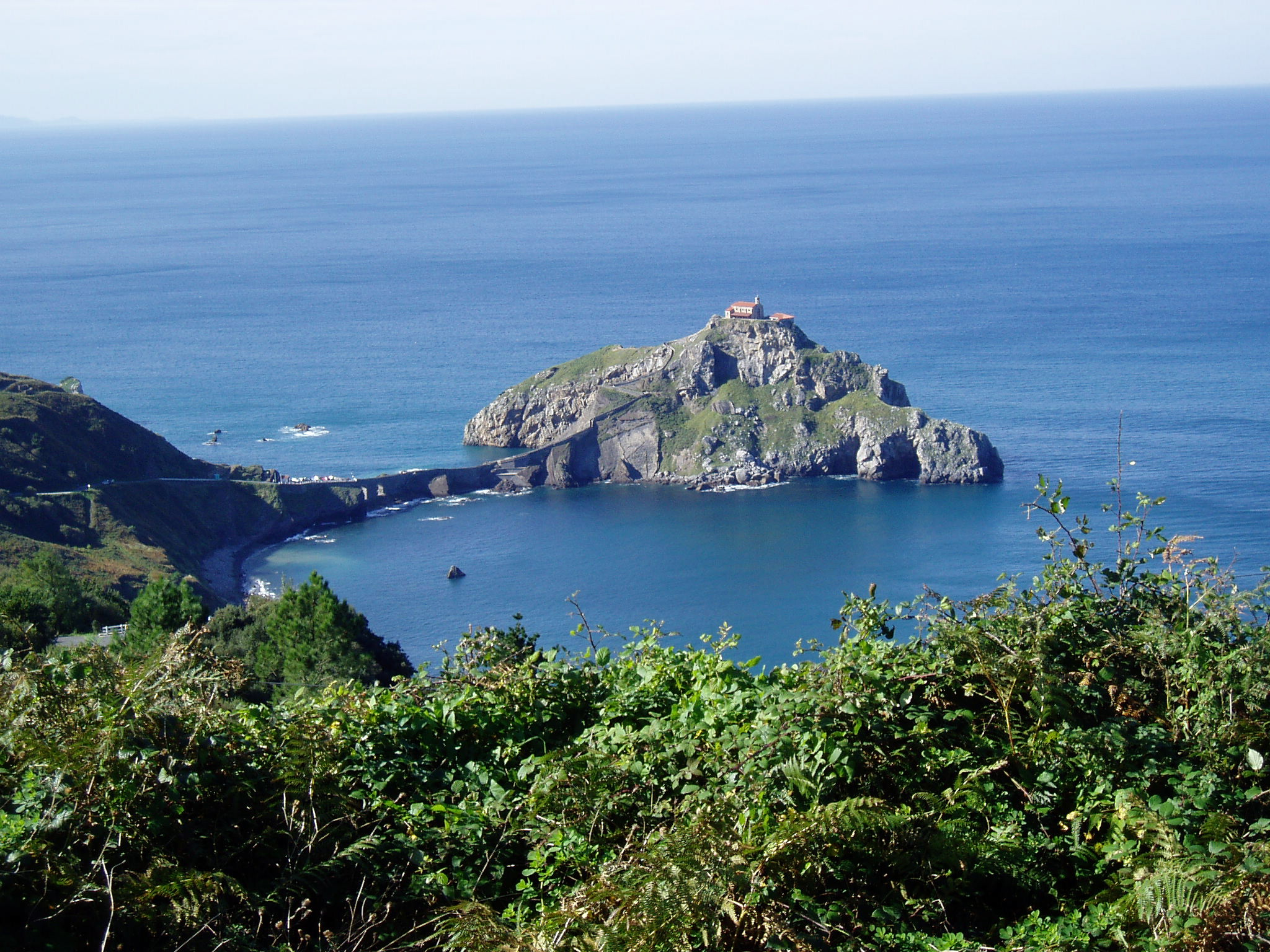
San Juan de Gaztelugatxe

22 communes composent cette comarque actuellement, qui sont :
| - Arrieta - Bakio - Barrika - Derio - Erandio - Fruniz - Gamiz-Fika - Gatika | - Gorliz - Larrabetzu - Lauquíniz - Lemoiz - Lezama - Loiu - Maruri-Jatabe | - Meñaka - Mungia - Plentzia - Sondika - Sopela - Urduliz - Zamudio |

## Histoire
L'histoire initiale n'est pas documentée, en exceptant quelques emplacements paléolithiques et romains. Il souligne le l'emplacement humain Kurtzio, d'un des plus anciens de Biscaye situé à Sopelana, l'enceinte fortifiée de Berreaga, entre Munguía et Gámiz-Fica, le monument mégalithique et des stèles funéraires de Zamudio. Dans ces zones et dans la bande côtière depuis Plentzia jusqu'à Arminza, on localise des outils d'utilisation domestique et de défense de grande valeur  archéologique. Mais, ceux-ci ne sont qu'une étape dont les restes des vestiges dans le secteur d'Uribe. Il est en partie explicable étant donné la lithographie du territoire dans le peu de grottes.
L'histoire documentée de cette région commence à l'époque médiévale. L'utilisation connue de moulins à eau pour moudre la céréale qui est produite dans ses terres. Ceci a donné lieu à un important patrimoine pré-industriel rural composé de moulins et forges. Actuellement, c'est le secteur du Pays basque qui conserve le plus de moulins.

## Patrimoine
L'architecture n'est pas très développée. De ce qui existe nous pouvons souligner trois types :
- Architecture religieuse : dans ce type il faut souligner l'ensemble d'ermitages et calvaires, avec quelques églises de divers styles architecturaux.
- Architecture civile : en comprenant un ensemble de maisons-tours et maisons blasonnées, reflet de l'histoire médiévale riche de cette comarque.
- Architecture traditionnelle fermière (Baserritarra) : les fermes présentent des constructions qui reflètent la vie et l'économie des anciens habitants de cette comarque : pressoirs pour la vigne, fours pour le maïs, moulins, forges.

## Paysage
Ce paysage correspond à celui de son climat océanique et est en trois bandes distinctes : 
- La bande côtière : elle est la plus abrupte, avec un littoral parsemé plages et falaises.
- La vallée du Butrón : marquée par la rivière du même nom et qui arrose les zones plates.
- Le Valle du Txorierri, délimitée avec Bilbao par les montagnes d'Artxanda. De par sa proximité avec la capitale, c'est une vallée aux grandes infrastructures urbaines, dont le plus impressionnant est le Parque Tecnológico de Zamudio.

La "campiña" de cette comarque est parsemée de nombreuses fermes avec des productions d'élevage. Excellente viande bovine, avec le bétail pour le lait.
- Uribe-Kosta autour de Gorliz
- Txorierri, incluant Erandio
- Hego Uribe autour de Basauri et Galdakao
- Mungialdea, autour de Mungia et Plentzia